# Horst Köditz
Horst Köditz (* 6. Mai 1931 in Jena; † 16. April 2017 in Magdeburg) war ein deutscher Kinderarzt. Er wirkte ab 1973 als Professor für Kinderheilkunde und als Klinikdirektor an der Medizinischen Akademie Magdeburg (MAM) sowie von 1993 bis 1997 an deren Nachfolgeinstitution, der Medizinischen Fakultät der Otto-von-Guericke-Universität Magdeburg. Von 1990 bis 1993 war er letzter Rektor der MAM.

## Leben
Horst Köditz wurde 1931 in Jena geboren und absolvierte ein Studium der Medizin an der Friedrich-Schiller-Universität Jena, an der 1956 promoviert und zehn Jahre später auch habilitiert wurde. 1962 erhielt er die Anerkennung als Facharzt für Kinderheilkunde. Nachdem er von 1968 bis 1973 zunächst als Dozent an der Jenaer Universitätskinderklinik wirkte, wurde er 1973 zum ordentlichen Professor für Kinderheilkunde und Direktor der Kinderklinik an die Medizinische Akademie Magdeburg (MAM) berufen.
Nach der politischen Wende in der DDR übernahm er 1990 das Amt des Rektors der MAM, das er bis zur Eingliederung der Hochschule als medizinische Fakultät in die 1993 neugegründete Otto-von-Guericke-Universität Magdeburg innehatte. An dieser wirkte er 1993/1994 als Prorektor und bis zu seiner Emeritierung im Jahr 1997 als Direktor der Klinik für allgemeine Pädiatrie und Neonatologie sowie als geschäftsführender Direktor des Zentrums für Kinderheilkunde, das aus mehreren Kliniken neu entstanden war. Darüber hinaus war er in den Jahren 1990/1991 der letzte Präsident der Gesellschaft für Pädiatrie der DDR sowie 1991 Präsident der European Society for Paediatric Infectious Diseases (ESPID).
Horst Köditz war ab 1987 Mitglied der Deutschen Akademie der Naturforscher Leopoldina. Schwerpunkte seiner Forschung waren Infektionskrankheiten im Kindesalter sowie Aspekte der klinischen Immunologie.

## Schriften (Auswahl)
- Allgemeine Grundlagen der antimikrobiellen Therapie im Kindesalter. Thieme, Leipzig 1978.
- Blickpunkt Roxithromycin. Aesopus, Stuttgart 1999.